# 滝野川警察署
滝野川警察署（たきのがわけいさつしょ）は、警視庁が管轄する警察署の一つである。第十方面本部所属。
管内には第二自動車警ら隊池袋分駐（北区）が存在している。
北区の南部、旧滝野川区のほぼ全域を管轄している。
署員数およそ220名、識別章所属表示はRA。

## 所在地
- 東京都北区西ケ原二丁目4番1号
  - 最寄駅：東京地下鉄地下鉄南北線西ケ原駅

## 施設
- 代用監獄（留置場）

## 管轄区域
北区のうち、以下の町丁を管轄。特記のないものはその町丁の全域を管轄。
- 滝野川一・二・三・四・五・六・七丁目
- 西ケ原一・二・三・四丁目
- 栄町
- 上中里一・二・三丁目
- 中里一・二・三丁目
- 昭和町一・二・三丁目
- 田端一・二・三・四・五・六丁目
- 東田端一・二丁目
- 田端新町一・二・三丁目
- 王子一丁目の一部（飛鳥山公園の敷地。それ以外の王子は王子警察署の管轄）

## 沿革
- 1923年10月：王子警察署滝野川分署として開設。
- 1925年：滝野川警察署に昇格。
- 1989年（昭和64年）1月6日：現庁舎完成

## 組織
- 警務課
- 交通課
- 警備課
- 地域課
- 刑事組織犯罪対策課
- 生活安全課

## 交番
- 板橋駅東口交番（北区滝野川七丁目4番13号）
- 西ケ原交番（北区西ケ原一丁目19番10号）
- 田端高台交番（北区田端六丁目3番1号）
- 東田端交番（北区東田端一丁目17番19号）
- 尾久駅前交番（北区昭和町一丁目2番17号）
- 滝野川一丁目交番（北区滝野川一丁目86番18号）
- 中里交番（北区中里一丁目11番1号）
- 飛鳥山交番（北区王子一丁目1番15号）

## 駐在所
- 谷戸駐在所（北区西ケ原三丁目57番1号）

## 地域安全センター
- 御代乃台地域安全センター（北区滝野川五丁目12番8号） - 2007年3月に滝野川一丁目交番が廃止され設置。

## 管内で発生した主な事件
- 東京都北区幼女殺害事件
- 田端新町一丁目マンション内女性強盗殺人事件[1]